# Dicladispa dama
Dicladispa dama là một loài bọ cánh cứng trong họ Chrysomelidae. Loài này được Chapuis miêu tả khoa học năm 1877.